# Dário Meira
Dário Meira é um município brasileiro do estado da Bahia.

## História
A região onde hoje está localizado o município de Dário Meira fazia parte de uma extensa faixa de aldeamentos indígenas, conhecida como Sertão da Ressaca. Esse território, que vai das margens do alto Rio Pardo até o médio Rio de Contas, era habitado pelos povos indígenas Mongoiós, Aimorés e Pataxós, pertencentes ao tronco Macro-Jê.
A moradia portuguesa nestas terras teve início apenas na segunda metade do século XVIII, quando o sargento-mor Raimundo Gonçalves da Costa e André Rocha Pinto iniciaram a exploração das regiões banhadas pelo Rio Gongogi e Rio Novo, em busca de zonas auríferas, porém pouco se interessaram em sua ocupação.
Apesar da primeira presença colonizadora na área datar de dois séculos antes, no início do século XX a região ainda contava com a presença de índios antropófagos  e, somente em 1909, quando o sertanejo Gerônimo Rêgo Moutinho e sua família se estabelecem no local que é registrada a primeira propriedade rural. O local viria a ser conhecido por Cajazeiras, devido a abundancia da espécie na região.
Logo após os primeiros moradores oficiais se alojarem, os mesmos são atacados por índios, sendo a esposa de Gerônimo, Ana Moutinho, gravemente ferida por uma flecha. Em socorro a esposa, Gerônimo faz uma promessa a Nossa Senhora do Desterro, implorando pela vida de sua esposa e pela dispersão dos índios. Em cumprimento à promessa feita, Gerônimo ergue uma capela em homenagem à santa clamada, e doa uma grande faixa de terra de sua propriedade, surgindo as primeiras casas do povoado. Para a inauguração da capela, celebra sua primeira missa o Padre Exulpério Gomes.
O povoado é elevado a distrito em 1923, ainda com o nome de Cajazeiras, integrando o município de Boa Nova.
Em 12 de abril de 1962, o distrito de Cajazeiras é desmembrado do município de Boa Nova e elevado à cidade, pela Lei n°1.667/62.